# Giske kommun
Giske kommun (norska: Giske kommune) är en kommun i Møre og Romsdal fylke i västra Norge, belägen nära staden Ålesund. På ön Valderøya ligger kommunens största tätort Nordstrand som bland annat omfattar centralorten Valderhaugstrand. Ålesunds flygplats ligger på ön Vigra i den norra delen av kommunen.
Giske kommun består av de två flacka öarna Giske och Vigra och två mer kuperade öar, Godøya och Valderøya, samt ett antal mindre öar. Ön Giske den minsta av de fyra större öarna.

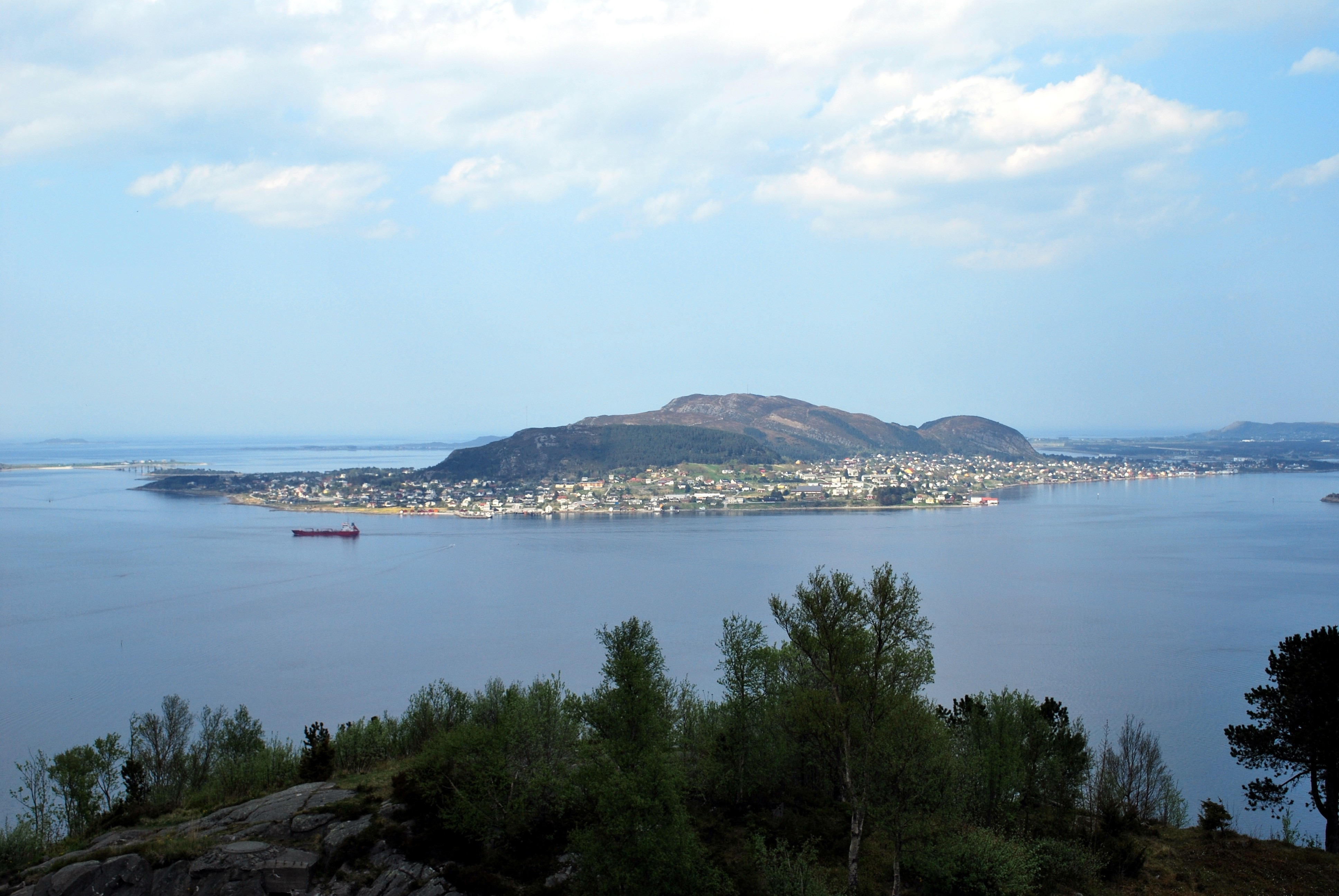
Valderøya i Giske kommun.

## Administrativ historik
Giske kommun bildades 1908 genom en delning av Borgunds kommun. 1964 slogs Giske samman med Vigra kommun.

## Tätorter
I Giske  kommun finns fyra tätorter:
- Giske
- Leitebakk
- Nordstrand (omfattar centralorten Valderhaugstrand)
- Roald

Orten Alnes har tidigare räknats som en tätort men uppfyller inte längre kriterierna.

## Socknar
Inom Norska kyrkan är Giske kommun indelad i tre socknar:
- Giske socken
- Valderøy socken
- Vigra socken

Socknarna ingår i Nordre Sunnmøre prosteri i Møre stift.